# Calvinet
Calvinet (en francès i occità) és un municipi francès situat al departament de Cantal i a la regió d'Alvèrnia-Roine-Alps. L'any 2007 tenia 467 habitants.

## Demografia

### Població
El 2007 la població de fet de Calvinet era de 467 persones. Hi havia 210 famílies de les quals 68 eren unipersonals (24 homes vivint sols i 44 dones vivint soles), 67 parelles sense fills, 59 parelles amb fills i 16 famílies monoparentals amb fills.
La població ha evolucionat segons el següent gràfic:
Habitants censats

### Habitatges
El 2007 hi havia 283 habitatges, 208 eren l'habitatge principal de la família, 69 eren segones residències i 7 estaven desocupats. 249 eren cases i 35 eren apartaments. Dels 208 habitatges principals, 157 estaven ocupats pels seus propietaris, 42 estaven llogats i ocupats pels llogaters i 9 estaven cedits a títol gratuït; 1 tenia una cambra, 10 en tenien dues, 37 en tenien tres, 69 en tenien quatre i 91 en tenien cinc o més. 153 habitatges disposaven pel capbaix d'una plaça de pàrquing. A 106 habitatges hi havia un automòbil i a 76 n'hi havia dos o més.

### Piràmide de població
La piràmide de població per edats i sexe el 2009 era:
| Homes | Edats   | Dones |
| ----- | ------- | ----- |
| 0     | 95 o +  | 0     |
| 0     | 90 a 94 | 8     |
| 16    | 85 a 89 | 8     |
| 4     | 80 a 84 | 12    |
| 8     | 75 a 79 | 12    |
| 4     | 70 a 74 | 8     |
| 8     | 65 a 69 | 24    |
| 28    | 60 a 64 | 16    |
| 12    | 55 a 59 | 8     |
| 4     | 50 a 54 | 8     |
| 8     | 45 a 49 | 12    |
| 32    | 40 a 44 | 28    |
| 20    | 35 a 39 | 8     |
| 12    | 30 a 34 | 16    |
| 0     | 25 a 29 | 4     |
| 8     | 20 a 24 | 4     |
| 16    | 15 a 19 | 8     |
| 12    | 10 a 14 | 16    |
| 16    | 5 a 9   | 12    |
| 4     | 0 a 4   | 4     |

## Economia
El 2007 la població en edat de treballar era de 252 persones, 195 eren actives i 57 eren inactives. De les 195 persones actives 176 estaven ocupades (93 homes i 83 dones) i 19 estaven aturades (6 homes i 13 dones). De les 57 persones inactives 26 estaven jubilades, 20 estaven estudiant i 11 estaven classificades com a «altres inactius».

### Ingressos
El 2009 a Calvinet hi havia 196 unitats fiscals que integraven 436 persones, la mediana anual d'ingressos fiscals per persona era de 14.067 €.

### Activitats econòmiques
Dels 37 establiments que hi havia el 2007, 1 era d'una empresa alimentària, 1 d'una empresa de fabricació d'altres productes industrials, 10 d'empreses de construcció, 8 d'empreses de comerç i reparació d'automòbils, 3 d'empreses de transport, 3 d'empreses d'hostatgeria i restauració, 1 d'una empresa d'informació i comunicació, 1 d'una empresa financera, 3 d'empreses de serveis, 4 d'entitats de l'administració pública i 2 d'empreses classificades com a «altres activitats de serveis».
Dels 18 establiments de servei als particulars que hi havia el 2009, 1 era una gendarmeria, 1 oficina de correu, 1 una oficina bancària, 1 taller de reparació d'automòbils i de material agrícola, 2 paletes, 1 guixaire pintor, 3 fusteries, 1 lampisteria, 3 electricistes, 1 perruqueria, 2 veterinaris i 1 restaurant.
Dels 4 establiments comercials que hi havia el 2009, 1 era una fleca, 1 una carnisseria i 2 drogueries.
L'any 2000 a Calvinet hi havia 14 explotacions agrícoles que ocupaven un total de 728 hectàrees.

## Equipaments sanitaris i escolars
L'únic equipament sanitari que hi havia el 2009 era una farmàcia.
El 2009 hi havia una escola elemental integrada dins d'un grup escolar amb les comunes properes formant una escola dispersa.

## Poblacions més properes
El següent diagrama mostra les poblacions més properes.